# Catharinea abbreviata
Catharinea abbreviata là một loài rêu trong họ Polytrichaceae. Loài này được (Bruch & Schimp.) Navashin mô tả khoa học đầu tiên năm 1900.